# Times New Roman

Times New Roman和Georgia的字體大小和間距比較

Times New Roman（泰晤士新罗马字體），是一種由英國人發明的拉丁字母的字型，特點是在視覺上中規中矩、四平八穩。由於其方便閱讀且兼具美觀，故而經常被歐美國家選為報紙、網站、教科書、刊物雜誌等的標準字體之一，可能是目前最常見且廣為人知的襯線字體。因為它在字体设计上属于过渡型衬线體，加上這個字體本身的知名度極高，所以對後來的同類型字體也產生了很深遠的影響。

## 由来
Times New Roman為斯坦利·莫里森、威廉·史达林·伯吉斯和维克多·拉登特共同創造，由Monotype公司於1932年發表，並為英国的《泰晤士報》首次採用。
Times New Roman的最初原稿在斯坦利·莫里森的監製之下，由维克多·拉登特完成。Times New Roman主要以Perpetua和Plantin為藍本，因此具有許多古老字體的特色，但是在字迹清晰度及成本效益方面卻有更加出色的表現。

## 应用
《泰晤士報》首次採用了Times New Roman後，這個字型很快地博得了大眾的青睞，獲得了極大的成功。儘管泰晤士報已不再使用Times New Roman，但Times New Roman已成為經典字型之一，迄今仍廣泛使用在圖書、雜誌、報告、公文、廣告、螢幕顯示等。
美國國務院的公文標準字體曾長期採用12pt的Courier New，但於2004年1月停用，改使用14pt的Times New Roman，因為其具「現代性」和「易讀性」。直至2023年，為友善視覺不便之身障人士，國務院才宣布停止使用Times New Roman，一律改採無襯線字體Calibri作為新的公文字體。

## 电脑字体

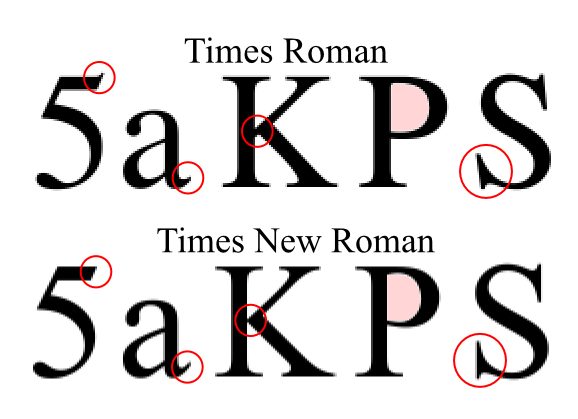
Times Roman和Times New Roman的比較

Windows系统中的字体是Monotype公司为微软公司制作的Times New Roman PS（TrueType字体），Windows系统从3.1版本开始就一直附带这个字体。而在苹果电脑公司的麦金塔系统中使用的是Linotype公司的Times Roman（在Macintosh系统中直接简称为“Times”）。开放源代码的操作系统中一般使用URW++的Nimbus Roman No. 9 L，它是Times Roman的URW PostScript版本，是基于GNU通用公共许可证发布的。
在电脑方面，现在很多应用程序，还有网页浏览器和文字处理软件都是用它作为默认字体。
需要注意的是，Linotype公司的Times Roman字体，对于一般使用者来说，它和Times New Roman PS几乎没有区别，二者的区别，一般是在涉及注册商标的时候才提及，虽然在设计方面的确有细微的差别，比如Linotype公司的字体中大写S的衬线是倾斜的，而Monotype公司的是垂直的；二者在小写字母z的斜体字重等方面的处理也不一样。原先Times New Roman和Times Roman字宽不一样，当微软在Windows系统中采用Times New Roman时，他们让Monotype公司修改PostScript字体，使其与Adobe／Linotype的字体保持一样的字宽；所以现在看到的字体宽度都是一样的。
另外方正公司的方正小标宋、方正宋三字体的英文部分也使用Times Roman（但是方正宋三字体中阿拉伯数字使用的是Bodoni MT字体）。
華康科技的華康明體W3、5、7及儷宋的英文也使用Times Roman字形。

## 外部連結
- Times New Roman（經典版本）（页面存档备份，存于）
- Times New Roman字型資訊（页面存档备份，存于）
- Times Roman和Times New Roman的比較（页面存档备份，存于）
- European Union Expansion Font Update（页面存档备份，存于）（含Times New Roman）